# Formula One Constructors Association
Die Formula One Constructors Association (FOCA) war ein 1971 von Bernie Ecclestone gegründeter Zusammenschluss von Formel-1-Teams zur gemeinsamen Interessenvertretung der Teams gegenüber dem internationalen Automobilsport-Dachverband der Fédération Internationale de l’Automobile (FIA).
Im Jahr 1977 wurde die Leitung der FOCA durch Max Mosley, den ehemaligen Teamchef des March-Teams, verstärkt.
Anfang der 1980er Jahre entbrannte ein Streit zwischen der FIA und der FOCA um die Einnahmen aus den Formel-1-Rennen. Da sich mittlerweile 20 Formel-1-Teams an der Weltmeisterschaft beteiligten, und insgesamt die Formel 1 eine steigende Beliebtheit verzeichnete, forderte die FOCA ein Startgeld von 540.000 Dollar je Rennen vom jeweiligen Veranstalter. Nach langen Verhandlungen und zwischenzeitlichen Drohungen eine neue eigene Rennserie zu gründen, übernahm die FOCA außerdem die Fernsehübertragungsrechte von der FIA.